# امانوئل پائود
امانوئل پائود (به فرانسوی: Emmanuel Pahud) (زادهٔ ۲۷ ژانویهٔ ۱۹۷۰) موسیقی‌دان اهل سوئیس است. او از سال ۱۹۸۵ میلادی تاکنون مشغول فعالیت بوده‌است.
پائود در ژنو به دنیا آمد. پدر و مادرش فرانسوی‌اند. او به‌ویژه به خاطر نواختن قطعات خاص فلوتِ دورهٔ باروک سرشناس است.
او در یک خانواده‌ای به دنیا آمد که اهل موسیقی نبودند. در کودکی در ایتالیا زندگی می‌کرد و جذب صدای فلوت شد. از چهارسالگی تا ۲۲سالگی نزدِ نوازندگان فلوت مانند کارلوس برونِل و اورِل نیکوله آموزش دید.
پائود در هنرستان بین‌المللی پاریس ادامه تحصیل داد. در سال ۱۹۹۲ به ارکستر فیلارمونیک برلین پیوست و در کنسرت‌های بین‌المللی و انفرادی شرکت کرد.
او در سبک‌های مختلفی از جمله جاز، کلاسیک، ارکستر، و موسیقی دراماتیک فلوت می‌نوازد.